# Comuna Bobîne, Putîvl
Bobîne (în ucraineană Бобине) este o comună în raionul Putîvl, regiunea Sumî, Ucraina, formată din satele Bobîne (reședința), Pîșciîkove, Plahivka și Tovcenîkove.

## Demografie
Componența lingvistică a comunei Bobîne
     Rusă (74,57%)
     Ucraineană (25,24%)
Conform recensământului din 2001, majoritatea populației comunei Bobîne era vorbitoare de rusă (74,57%), existând în minoritate și vorbitori de ucraineană (25,24%).